# Ahuachapán (Stadt)
Ahuachapán ist eine Stadt im Westen von El Salvador. Sie ist die Hauptstadt des gleichnamigen Departamentos.
In Ahuachapán gibt es ein Geothermiekraftwerk und ein Wasserkraftwerk. Durch die geothermische Aktivität gibt es in den Bergen der Umgebung viele Fumarolen.
Ahuachapán ist der Geburtsort des Dichters Alfredo Espino und liegt etwa eine Autostunde vom Nationalpark El Imposible entfernt.

## Söhne und Töchter der Stadt
- Timoteo Menéndez (1790–≈1845), Politiker; Jefe Supremo der Provinz El Salvador
- Francisco Menéndez Valdivieso (1830–1890), Präsident von El Salvador von 1885 bis 1890
- Alfredo Espino (1900–1928), Dichter[2]
- Álvaro Alfredo Magaña Borja (1925–2001), Präsident von El Salvador von 1982 bis 1984